# Ochroepalpus citrinus
Ochroepalpus citrinus là một loài ruồi trong họ Tachinidae.